# Qianfan
Qianfan (en xinès 千帆星座), coneguda oficialment com a Constel·lació de les Veles Espacials i també anomenada G60 Starlink, és una megaconstel·lació xinesa de satèl·lits d'Internet en òrbita terrestre baixa planificada per crear un sistema de cobertura d'Internet mundial. Va ser creat per Shanghai Spacecom Satellite Technology (SSST), una empresa recolzada pel Govern Popular Municipal de Xangai i l'Acadèmia Xinesa de les Ciències. El projecte es va iniciar el 2024 com a rival de la constel·lació de satèl·lits Starlink instal·lada per SpaceX, i té previst estar format per més de 15.000 satèl·lits al final del projecte.

## Història

### 2023
El programa "Mil Veles" va començar amb la creació del programa "Pla d'Acció de Xangai per Promoure el Desenvolupament Aeroespacial Comercial i Crear una Indústria de la Informació Espacial a l'Altiplà (2023-2025)", anunciat per primera vegada el 20 de novembre. El govern de Xangai va recaptar 6.700 milions de iuans xinesos (943 milions de dòlars) en fons per a la construcció del projecte, que inicialment es va anomenar G60 Starlink.
El primer satèl·lit de pantalla plana per a la megaconstel·lació es va muntar el desembre de 2023. Les instal·lacions del satèl·lit van ser assignades a l'empresa estatal Shanghai Gesi Aerospace Technology (Genesat).

### 2024
El 6 d'agost de 2024 a les 06:42 UTC, la Xina va llançar el seu primer conjunt de divuit satèl·lits de pantalla plana associats al projecte utilitzant el vehicle de llançament Long March 6A, el 35è llançament orbital de la Xina l'any 2024. El coet es va llançar des del complex de llançament de Taiyuan, situat al nord de la província de Shanxi, i va posar els satèl·lits en una òrbita polar. L'Acadèmia Xinesa de les Ciències i la Corporació Xinesa de Ciència i Tecnologia Aeroespacial van informar que la missió espacial va ser "un èxit total". Tanmateix, el Comandament Espacial dels Estats Units va informar que poc després del lliurament de 18 satèl·lits, l'etapa superior de la Llarga Marxa 6A es va trencar i va crear un núvol de runes de "més de 300 peces de runes rastrejables en òrbita terrestre baixa".
El 15 d'octubre de 2024 a les 11:06 UTC, un coet Long March 6A va llançar el segon grup de divuit satèl·lits Qianfan a una òrbita polar.
El 5 de desembre de 2024 a les 04:41 UTC, un tercer grup de divuit satèl·lits Qianfan van ser llançats a una òrbita polar per un coet Long March 6A.

### Futur
Segons la cobertura dels mitjans de comunicació estatals xinesos de la Televisió Central de la Xina, la Xina ha previst llançar i establir 648 satèl·lits a finals del 2025 com a part dels 1.296 satèl·lits de la primera fase de construcció de la constel·lació, amb la megaconstel·lació de satèl·lits multimèdia de banda ampla acabada que constarà de més de 15.000 satèl·lits d'Internet. D'aquests, es va planejar desplegar 108 satèl·lits el 2024 en llançaments separats de 36 i 54 satèl·lits d'Internet cadascun, i operarien a les bandes "Ku, Q i V".
El sistema també tenia previst annexar freqüències finites i ranures orbitals, i també proporcionar seguretat de les dades. L'Exèrcit Popular d'Alliberament va expressar la seva intenció d'utilitzar potencialment la megaconstel·lació per a usos militars, similars a la utilitat de Starlink per a les comunicacions de les Forces Armades Ucraïneses mentre lluitava contra Rússia durant la invasió russa d'Ucraïna.

## Impacte al cel
Els satèl·lits Qianfan són brillants i la seva contaminació lumínica representa una amenaça per a l'astronomia observacional. Amb la seva lluminositat actual, la nau espacial deixarà ratlles a les imatges de recerca fotogràfica que no es poden eliminar amb programari. També interferirien amb l'apreciació estètica del cel nocturn perquè són visibles a ull nu. Altres operadors de naus espacials han mitigat la brillantor dels satèl·lits per reduir el seu impacte en l'astronomia. Aquest és un problema conegut de les constel·lacions de satèl·lits, que es pot mitigar parcialment.